# Gymnothorax pictus
Gymnothorax pictus är en fiskart som först beskrevs av Ahl, 1789.  Gymnothorax pictus ingår i släktet Gymnothorax och familjen Muraenidae. Inga underarter finns listade i Catalogue of Life.